# Lophodermium vagulum
Lophodermium vagulum är en svampart som beskrevs av M. Wilson & N.F. Robertson 1947. Lophodermium vagulum ingår i släktet Lophodermium och familjen Rhytismataceae.   Inga underarter finns listade i Catalogue of Life.